# Kourouninkoto
Kourouninkoto è un comune urbano del Mali facente parte del circondario di Kita, nella regione di Kayes.